# 2021年澳門
|        | 澳門歷史 \| 澳門歷史年表                                                                                                   |
| 世紀： | 20世紀澳門 \| 21世紀澳門 \| 22世紀澳門                                                                                     |
| 年代： | 1990年代澳門 \| 2000年代澳門 \| 2010年代澳門 \| 2020年代澳門 \| 2030年代澳門 \| 2040年代澳門 \| 2050年代澳門               |
| 年份： | 2017年澳門 \| 2018年澳門 \| 2019年澳門 \| 2020年澳門 \| 2021年澳門 \| 2022年澳門 \| 2023年澳門 \| 2024年澳門 \| 2025年澳門 |
| 紀年： | 辛丑年（牛年）、澳門開埠468周年、澳門回歸22周年                                                                            |

## 主要官員

### 行政
- 行政長官：賀一誠
- 行政法務司司長：張永春
- 經濟財政司司長：李偉農
- 保安司司長：黃少澤
- 社會文化司司長：歐陽瑜
- 運輸工務司司長：羅立文

### 立法
- 立法會主席：高開賢

### 司法
- 終審法院首席法官：岑浩輝
- 檢察長：葉迅生

## 大事時序

### 1月
- 1月1日，新巴士合同正式實施，受疫情影響停駛超過半年的102X路線恢復營運並延伸至橫琴口岸澳門口岸區內的橫琴澳方口岸為總站；8A、21A路線由小巴改為中巴行駛；7、8路線由中巴改為大巴行駛。[1]
- 1月4日，新增16S路線；26路線由中巴改為大巴行駛；H2路線調整行程；3AX、10X、25AX、51X、73S路線分別增加回程／延長營運時間。[1]
- 1月8日，調整30X路線走線，往返澳門和氹仔均取道友誼大橋，取消前往葡京、新口岸和皇朝一帶，延長營運時間和增加下午尖峰時段服務。位於新濠影匯旁的「蓮花大橋」站點永久停用，部分往路環方向原停靠「蓮花大橋」站點改為停靠「蓮花路停車場」站點內的新設站點，至於701X路線調整行程延伸至路氹連貫公路近新濠影匯和巴黎人一帶。[2]
- 1月22日：一名澳門居民確診嚴重特殊傳染性肺炎，成為澳門第47宗確診個案。她在3月24日痊癒。[3]

### 2月
- 2月5日：一名葡籍澳門居民確診嚴重特殊傳染性肺炎，成為澳門第48宗確診個案。他在同月20日痊癒。[4]

### 3月
- 3月18日，澳門輕軌延伸橫琴線正式動工。[5]

### 4月
- 4月1日：羅奕龍正式接任澳門特別行政區政府衛生局局長，接替即將退休的李展潤，成為澳門回歸後最年輕的衛生局局長。[6]
- 4月2日：在2021年太魯閣號列車出軌事故中，一名澳門乘客受傷。[7]
- 4月7日：一名葡籍澳門居民確診嚴重特殊傳染性肺炎，成為澳門第49宗確診個案。他在同月26日痊癒。[8]

### 5月
- 5月16日：一名尼泊爾外地僱員確診嚴重特殊傳染性肺炎，成為澳門第50宗確診個案。[9]

- 5月24日：一名澳門居民確診嚴重特殊傳染性肺炎，成為澳門第51宗確診個案，翌日證實同時染出患上Delta變種病毒株。[10]

### 6月
- 6月1日：澳門受一道低壓槽影響，清晨起暴雨連場，氣象局於當天清晨5時發出改制後和2021年首個黑色暴雨警告信號，各區出現嚴重水浸和災情。並且在同日發出合共五次黃色暴雨警告信號和四次紅色暴雨警告信號，部分氣象站打破多個氣象紀錄。[11]
- 6月2日：在祐漢，有兩名小童被巴士撞倒，且捲入車底。經路人搶救後該兩名小童在家人的陪同下送入鏡湖醫院，情況穩定。
- 6月8日：因廣州市荔灣區群集性疫情有擴散跡象，應變恊調中心宣佈從隔離範圍擴展到廣州市五區全部和佛山市南海及禪城區返澳人士須接受14天醫學觀察。同日上午，經珠澳防疫聯防聯控機制恊調後，宣佈由6月9日上午10時起往返粵澳通關之人士由持有7天有效核酸陰性報告證明改為須持有48小時有效核酸陰性報告證明方可通關。[12]
- 6月9日，新型冠狀病毒感染應變恊調中心宣佈「澳門健康碼」升級措施和指引，健康碼展示範圍擴展到食肆和所有大型公共或人流聚集場所，持黃碼和紅碼人士不得進入公共場所外，更不能乘坐所有公共交通工具。[13] 同日晚上，一名由台灣就讀大學的澳門居民學生確診嚴重特殊傳染性肺炎，成為澳門第52宗確診個案，翌日證實同時染出患上Alpha變種病毒株。[14]
- 6月17日：一名台灣旅客確診嚴重特殊傳染性肺炎，成為澳門第53宗確診個案，6月19日當局初步證實同時染出患上Delta變種病毒株。但因隱瞞其個人旅居史導致應變恊調中心深表遺憾。[15]
- 6月27日，新增第54例確診病例。患者為20歲女性，澳門居民，於英國就讀高校的學生。[16]
- 6月28日：澳門受一道活躍的西南氣流影響，清晨起再次受暴雨影響，氣象局於凌晨4時左右起不足一小時內由將暴雨警告信號由黃色升至最高級別的黑色，各區出現水浸和少量災情，不過過早將暴雨警告信號由紅色轉為黃色引起社會上的爭議。

### 7月
- 7月3日，新增第55例確診病例。患者為22歲女性，澳門居民，於英國就讀高校的學生。[17] 7月5日應變恊調中心在例行記者會提問中證實第55例確診患者證實感染Delta變種病毒株。[18]
- 7月9日，澳門立法會全部非建制派候選人被選舉管理委員會指不擁護《基本法》或不效忠中華人民共和國澳門特別行政區被取消資格。多名現任或曾任議員包括民主派元老吳國昌，新澳門學社議員蘇嘉豪，第四届澳门立法会议员陈伟智等被DQ。其中直選議員蘇嘉豪早前已簽署有關選舉聲明書，但仍被DQ。選舉管理委員會主席唐曉峰稱保安司提供候選人不擁護基本法或澳門政府的資料。[19]
- 7月10日，因應廣東省疫情緩和，從廣東省所有地區入境澳門人士亦無需醫學觀察，新型冠狀病毒感染應變恊調中心於例行記者會中宣佈與廣東省達成恊議放寬粵澳通關措施，與持通關核酸證明由48小時延長至7天，至於港澳放寬通關仍待觀察中。[20]
- 7月21日，交通事務局宣佈8月7日、14日和18日將對部分巴士路線作出調整，其中在8月7日實施的第一階段調整7條巴士路線增加途經即將開通的青茂口岸一帶。而第二階段調整於8月14日實施，部分巴士路線增加停靠站點、調整行程和混合巴士車型行駛。並於8月18日起增加一條特班車路線71S往返澳門大學和司打口於工作日晨間尖峰時段服務。[21]

### 8月
- 8月3日，新增四宗流入社區的2019冠狀病毒病Delta變種病毒個案，為澳門第60至63例確診個案，其中1例屬境外輸入性個案，該12歲女學生曾參與濠江中學的西安交流團，另外3例屬輸入相關個案為其家庭成員分別是其父親、母親和哥哥。[22]，4例確診患者均感染Delta變種病毒[23]。同日晚上，應變協調中心宣佈於8月4日上午9時啟動全民核酸檢測計劃，41個核酸檢測站於啟動後24小時運作，檢測時間為8月4日上午9時至8月7日上午9時。[24]
- 8月4日，行政長官賀一誠率領社會文化司司長歐陽瑜和保安司司長黃少澤出席於當天中午在澳門特別行政區政府總部召開澳門疫情防控舉行新聞發佈會，賀一誠指於8月3日中午接到珠海市衛生部門通報2名澳門居民於珠海接受病毒檢測呈陽性，當局立即進行追蹤並發現四宗新增確診病例。民防行動中心正式運作並進入即時預防狀態，啟動分區分級精準防控機制、全民核酸檢測和由8月5日凌晨12時起關閉除賭場外的部分娛樂場所。在得知確診個案後，政府跨部門啟動大量應變工作，但澳門健康碼在當天上午出現故障導致全民核酸檢測計劃受阻，行政長官對此混亂狀況作出致歉，並完善各方面系統外同時建立後備系統應對本次事件。除加強原有和提升的粵澳防疫工作外，啟動全民核酸、追蹤感染者行蹤、跟進密切接觸者、追查感染源頭、阻斷病毒傳播，保障澳門市民大眾安全和通關措施有序，使疫情防控盡快得到成果，讓珠澳兩地居民回復正常生活。[25]
- 8月7日，首次全民核酸檢測計劃完成並結束，共有716,251人接受病毒採樣檢測，9成個案為陰性，衛生局局長羅奕龍對首次全民核檢安排作出不同程度的檢討和改善措施。另外宣佈於8月8日起將全面恢復澳門2019冠狀病毒病疫苗接種計劃。[26]
- 8月28日，2021年澳門立法會選舉宣傳期展開，由於選管會早前以「不擁護基本法」、「不效忠特區」為由， DQ多個非建制的直選組別，包括被視為「民主派」的三組(「民主昌澳門」、「新澳門進步協會」及「學社前進」)亦全軍覆没。只有14組直選組別將角逐14個直選席位。[27]
- 8月30日，澳門特別行政區政府發出新聞稿，根據國務院批覆同意，並經粵澳兩地政府協商，於2021年9月8日下午3時正式開通啟用粵澳新通道（青茂口岸）。[28]

### 9月
- 9月5日，中共中央、中華人民共和國國務院印发《横琴粤澳深度合作区建设总体方案》，橫琴島由廣東省人民政府和澳門特別行政區政府共同發展包括經濟、交通和生活等讓澳門融入。[29]
- 9月8日上午，澳門特區政府與廣東省人民政府於青茂口岸舉行開通儀式，並於同日下午3時開放啟用，成為澳門第三個採用「合作查驗，一次放行」通關模式和第二個24小時全天候對公眾開放的連接珠海和澳門的陸路邊境口岸。[30]
- 9月12日，四年一度的第七屆澳門特別立法會選舉舉行。此次选举在选前取消認可部分民主派候选人的参选资格，投票率亦创下了自澳门回归以来立法会选举的新低。[31]
- 9月14日，隨著六大博企經營權即將到期，澳門特區政府宣佈修改《娛樂場幸運博彩經營法律制度》於9月15日至10月28日展開為期45日的公開咨詢。[32]
- 9月17日，橫琴粵澳深度合作區管理機構揭牌，並依法承接原珠海横琴新区管理委员会有关权利和义务[33]。
- 9月24日凌晨，新增第64例嚴重特殊傳染性肺炎確診個案，患者為31歲男性，土耳其籍澳門居民。患者由土耳其出發經新加坡轉機，於9月18日入境澳門，入境時病毒檢測為陰性，抗體檢測結果符合疫苗接種後表現。入境後送往中國大酒店隔離醫學觀察。23日晚上病毒檢測驗出陽性，CT值顯示病毒量大，提示為新近感染。[34]同日晚上，新增第65例嚴重特殊傳染性肺炎確診個案，患者為27歲尼伯爾籍男性，任職金皇冠中國大酒店保安，於第64例確診個案後隨即要求該酒店的保安、清潔及相關人員進行核酸檢測，於病毒檢測呈陽性，被當局列為輸入關聯個案。[35] 9月25日凌晨，新增第66例嚴重特殊傳染性肺炎確診個案，同樣任職金皇冠中國大酒店保安，於第64例確診個案後隨即要求該酒店的保安、清潔及相關人員進行核酸檢測，於病毒檢測呈陽性，被當局列為輸入關聯個案。[36]
- 9月25日，因應澳門出現已流入社區於醫學觀察酒店工作的保安人員確診嚴重特殊傳染性肺炎個案，特區政府宣佈於25日0時起澳門進入即時預防狀態，離境澳門人士須持48小時核酸檢測陰性證明，其後更縮短至24小時。[37]珠海市政府更宣佈9月25日至9月26日上午6時經珠澳口岸入境珠海人士須持24小時核酸檢測陰性證明方可離境，更於9月26日上午6時起至9月29日凌晨12時，除三類人士外，所有入境珠海的人士須接受14天醫學觀察。[38]新型冠狀病毒感染應變恊調中心於當天上午9時召開新聞發佈會，其中社會文化司司長歐陽瑜宣佈於當天下午3時啟動為期72小時的第二輪全民核酸檢測計劃。[39]
- 9月28日，作醫學觀察酒店用途的金皇冠中國大酒店再多一名保安人員確診，患者為尼泊爾籍26歲男性，為澳門第68例嚴重特殊傳染性肺炎確診個案。[40]。在當日下午新型冠狀病毒感染應變協調中心再公佈多2人感染嚴重特殊傳染性肺炎，增至70例。[41] 在同日晚上，當局又再公布多1人感染嚴重特殊傳染性肺炎，酒店保安群組累計增至6人受感染。[42] 第二輪全民核酸檢測計劃於同日下午3時結束，當局公佈所有人士之檢測樣本全部為陰性。[43]

### 10月
- 10月1日，澳門慶祝中華人民共和國國慶節活動包括升旗儀式和慶祝酒會如常舉行。
- 10月3日，因應疫情緩和，廣東省珠海市新型冠狀病毒肺炎疫情防控指揮部公佈關於調整珠澳口岸疫情防控措施的通告，珠澳口岸由10月4日中午12時起將調整通關安排，入境珠海人士需持48小時內有效的病毒核酸檢測陰性結果證明，且具有新型冠狀病毒疫苗接種史（不適合疫苗接種人員需持《新型冠狀病毒疫苗接種醫生評估證明書》，暫無需接種新冠疫苗的12周歲以下兒童除外）。澳門紅碼區、黃碼區人員及隔離酒店高風險崗位人員、新冠肺炎定點收治醫院工作人員，暫不能入境。而現有出境疫情防控措施保持不變。[44]
- 10月4日，一日內先後新增3宗2019冠狀病毒病源頭不明確診個案，為群組感染，屬「裝修群組」。[45][46][47]。珠澳口岸防寬通關安排措施取消，從澳門入境珠海需接受14天集中隔離醫學觀察。[48]
- 10月5日，「裝修群組」再多一人確診，累計病例增至75宗。[49] 在應變恊調中心記者會上，當局公佈「裝修群組」其中一宗病例中基因排序與「酒店保安群組」相同，同樣感染Delta變異病毒株，及後被修訂為輸入相關聯個案。[50]
- 10月9日，新增第76例和第77例2019冠狀病毒病確診個案，均為外地僱員，屬於「裝修群組」，累計個案增至77宗。[51] 同日，受熱帶氣旋獅子山影響，氣象局一度發出八號東南風球長達20小時，打破2006年颱風派比安持續時間懸掛18小時半的八號風球紀錄。[52]
- 10月10日，受熱帶氣旋獅子山外圍環流影響，澳門從當天午夜起暴雨連場，氣象局兩度發出紅色暴雨警告信號，澳門各區出現不同的程度災情包括水浸和山泥傾瀉。[53]
- 10月12日至13日，受颱風圓規影響，氣象局於12日晚上10時30分至13日下午5時30分一度發出八號東北風球長達19小時。颱風圓規打破了兩個八號風球相距最短時間記錄，與熱帶風暴獅子山相距2天20小時30分。[54]
- 10月15日，澳門輕軌召開新聞發佈會，宣佈更換全新的22kV高壓電纜工程，工程為期180日。為配合更換工作，澳門輕軌氹仔線由2021年10月20日起列車服務全線暫停。[55]
- 10月16日，位於望廈社屋望德樓地面層的望廈總站正式啟用，27、MT3路線該站為總站。同時分流「黑沙環第五街」站點的停靠巴士路線，於望廈總站旁增設站點命名為「俾利喇／望德樓」，供7、12、19、22路線停靠。[56] 同日中午，第七屆澳門特別行政區立法會正式展開會期，新一屆全體議員宣誓就職，間選議員高開賢連任立法會主席。[57] 同日晚上，新型冠狀病毒感染應變協調中心緊急召開新聞發佈會，宣佈於10月17日對多個紅碼區附近區域展開重點區域核酸檢測計劃。[58]
- 10月18日，珠澳聯防聯控澳方工作組接珠海方面通知：根據當前疫情防控需要，經珠澳聯防聯控協商一致，自2021年10月19日中午12時起，經珠澳口岸入境(珠海)人員需持48小時內核酸檢測陰性結果證明。澳門陽性確診病例密切接觸者解除隔離後7天內、紅碼區及黃碼區人員解封後7天內、高風險崗位人群在崗期間和離崗後14天內暫不得入境。[59]
- 10月19日晚上，愛瞞日報在社交網站宣佈：由於「前所未有的環境變遷，資源稀缺」，在翌日凌晨停止運作[60][61]。
- 10月20日，澳門輕軌氹仔線因更換電纜工程全線停駛。[62]
- 10月30日，政府跨部門展開新聞發佈會公佈呼聲多年的「工會法」由10月31日至12月14日展開為期45天公開咨詢[63]。同日上午於路氹城澳門銀河第三期工地發生的一宗假天花飾面倒塌意外，造成五名男僱員受傷。是次意外可能涉及工程設計或工程質量問題，勞工局將繼續調查意外原因[64]。10月31日，其中三人已出院，另外兩人仍留院觀察。[65]

### 11月
- 11月16日，行政長官賀一誠發佈澳門特別行政區政府2022年財政年度施政報告。[66]
- 11月19日至21日，第68屆澳門格蘭披治大賽車舉行。[67]
- 11月26日，浙江省温州市人民检察院聲明在中國大陸境內實施跨境赌博為由，批准逮捕有「洗米華」之稱的賭商澳門太陽城集團主席周焯華和張寧寧；同時温州市公安局通过官方微信公众号“平安温州”要求周焯华尽快投案自首。[68][69]
- 11月27日，調整部分巴士服務，其中35、51、59路線將調整路氹城一帶行程，51X路線改為雙向線，18、102X、H3路線將增加停靠站點。部分巴士站將作分流站點、調整部分站點位置和更新站名。[70]
- 11月27日清晨，周焯華被澳門司警帶走，澳門特區政府於當天下午發出公報，指收到中國大陸有關部門的通報，再根據早前刑事偵查所獲的證據，早上依法將周焯華及其他涉案人士帶回警局調查。[71][72] 同日晚上，澳門特別行政區政府司法警察局搗破一宗不法經營賭博洗黑錢犯罪集團，拘捕11人，並於11月28日下午2時舉行特別新聞發佈會公佈詳情。[73]
- 11月28日下午，司警召開新聞發佈會上公佈偵破一宗涉及犯罪集團、不法經營賭博及清洗黑錢罪的案件，拘捕11名疑犯，其中案中首腦為一名47歲報稱商人的姓周澳門居民，相關案件已移交至澳門特別行政區檢察院處理。[74] 經過長達14小時的通宵偵訊後，在2021年11月29日清晨，檢察官將周某博彩中介人等5人採取羈押強制措施，即時送往路環監獄。[75]

### 12月
- 12月2日下午，水上街市對開施拿地馬路興華閣三樓平台單位發生火警，火警期間冒出火舌和大量濃煙，火警中共有六名人士身體不適，其中一人需要送院。[76] 同日晚上，雅廉訪大馬路發生嚴重交通意外，一輛紅色電召的士撞到一名正在橫過斑馬線的67歲女途人，該女途人身受重傷，送往山頂醫院搶救後證實不治。[77]
- 12月10日，歷時超過十年由規劃到興建，連接路氹城東部和九澳的九澳隧道於當天上午10時30分開通。[78] 同日上午，澳門半島新城A區近濠江圓形地發生嚴重交通意外，一輛電單車及田螺車發生相撞，26歲電單車男司機重傷昏迷，送往鏡湖醫院搶救。[79] 由於重傷的26歲電單車男司機留醫期間病情持續惡化，於12月20日凌晨證實傷重不治。[80]
- 12月16日，歷時逾9年由規劃到動工的善豐花園重建工程正式竣工。 [81] 同日，《澳門特別行政區經濟和社會發展第二個五年規劃（2021-2025年）[]》 (俗稱二五規劃) 正式出台，法案中提到在未來五年陸續啟動興建約7,000至10,000個「夾屋」單位，開展相關法律制度建設。[82]
- 12月19至21日，2020年夏季奧林匹克運動會中國代表團一連三天訪問澳門，期間出席澳門回歸慶祝活動和聯歡晚會。[83]
- 12月19日，2021年度頒授勳章、獎章和獎狀名單公佈。[84][85]
- 12月20至21日，受超強颱風雷伊影響，氣象局一度需要發出一號風球和藍色風暴潮警告，打破澳門最晚發出熱帶氣旋警告信號和風暴潮警告紀錄。
- 12月24日，澳門特別行政區廉政公署在進行偵查一宗貪污賄賂案件中，揭發土地工務運輸局前領導涉嫌親身及透過親屬收受商人巨額利益，在任職期間濫用職權，不法審批多宗建築項目申請，後來傳媒向廉署查詢證實為該局前局長李燦烽，其個人分別涉嫌觸犯行賄罪、清洗黑錢罪及偽造文件罪被捕，其後澳門特別行政區檢察院對其採取羈押候審。[86]
- 12月26日，新增一宗輸入性2019冠狀病毒病無症狀感染者，患者為23歲男性，澳門居民，於美國留學。12月27日因出現症狀由無症狀轉為確診，為澳門第78例確診個案，屬境外輸入個案，經病毒基因排序證實感染Omicron變種病毒，是澳門首宗該變種病毒個案。[87]
- 12月27日，新增一名輸入性2019冠狀病毒病無症狀感染者，患者為62歲男性，澳門居民。12月25日由美國出發經新加坡抵達澳，入境時接受即時病毒檢測為陽性，12月29日經病毒基因測序證實感染Omicron變種病毒，是澳門第二例Omicron變異株感染個案，患者於30日出現相關症狀轉為確診，改列為澳門第79例確診個案。[88]
- 12月31日下午，一名21歲男性澳門居民於澳門新華學校中學部門口懷疑縱火，事件引起社會關注和迴響。[89]